# Chacha Eke
Charity Eke (Estado de Ebonyi, 1 de mayo de 1993), conocida popularmente como Chacha Eke o Chacha Eke Faani, es una actriz nigeriana, reconocida principalmente por su participación en la película de 29012 The End is Near.

## Biografía
Eke es hija del Comisionado de Educación del Estado de Ebonyi, el profesor John Eke. Luego de graduarse de la Universidad del Estado de Ebonyi, Eke inició su carrera como actriz, logrando repercusión en su país natal con su participación en el largometraje The End is Near, donde fue dirigida por Ugezu J. Ugezu y compartió reparto con destacados actores de Nollywood como Patience Ozokwor, Chika Ike y Yul Edochie. Otras apariciones destacadas en el cine nigeriano incluyen producciones como Commander in Chief, Bridge of Contract, Hand of Destiny y Happy Never After.